# Kazimiera Pajzderska
Kazimiera Pajzderska (ur. 4 marca 1879 w Buczaczu, zm. 12 kwietnia 1959 w Poznaniu) – polska rzeźbiarka i malarka.

## Życiorys

### Rodzina
Kazimiera Pajzderska urodziła się w Buczaczu, a jej rodzicami byli Franciszek Hellersperg-Heller, inżynier leśnik oraz Paulina z domu Lewicka. W bardzo młodym wieku została żoną Mariana Antoniego Małaczyńskiego, z którym nie miała dzieci. W 1911 została żoną Nikodema Pajzderskiego. Z tego małżeństwa miała córki: Krystynę Niklewicz (1912-1999) i Katarzynę Szczepkowską (1914–1993).

### Wykształcenie i działalność artystyczna
Swoją edukację rozpoczęła około 1904 we Lwowie od studiów artystycznych uczęszczając do szkoły malarskiej Stanisława Kaczor-Batowskiego oraz rzeźby, której uczyła się u Antoniego Popiela. Dwa lata później studiowała w Academie Collarossi w Paryżu, a od 1907 do 1910 u A. Bourdella, w ramach Académie de la Grande Chaumière. W 1910 w Salon des Artistes Francais w Paryżu uczestniczyła w wystawie, a dwa lata później w warszawskiej Zachęcie eksponowała swoje obrazy. W 1913 zamieszkała na stałe w Poznaniu.
Była aktywną działaczką we władzach Stowarzyszenia Artystów Wielkopolskich oraz w 1914 była na I wystawie Stowarzyszenia, a rok później na wystawie Towarzystwa Przyjaciół Sztuk Pięknych w Poznaniu. W pewnym okresie zajęła się prowadzeniem wieczorowych kursów rysunków dla młodzieży pracującej oraz była uczestniczką wielu wystaw: w latach 1921, 1924 i 1927 Towarzystwa Przyjaciół Sztuk Pięknych, w 1929 w Poznaniu w wystawie sztuki na Powszechnej Wystawie Krajowej, w 1931 w Bydgoszczy na wystawie Artystek Polskich oraz w 1937 ponownie w Poznaniu w wystawie „Sztuka-Kwiaty-Wnętrze”. Należała do malarek uwielbiających malować kwiaty. Podczas II wojny światowej nie było jej w Poznaniu, ale w 1946 powróciła do niego w którym 12 kwietnia 1959 zmarła. Została pochowana w Poznaniu na cmentarzu parafialnym Lutycka.
W 1906 zostały we Lwowie wystawione jej pierwsze prace rzeźbiarskie którymi były: portrety prezydenta Lwowa Tadeusza Rutowskiego oraz Jana Kasprowicza i Marii Lewickiej. W Paryżu wyrzeźbiła jedną z najlepszych swych rzeźb z okresu impresjonistycznego, a był to portret Edmunda Didura w roli Mefista. Od 1910 do 1912 wyrzeźbiła szereg klasycyzujących głów portretowych, m.in. Władysława Mickiewicza i Marii z Mickiewiczów Goreckiej oraz amerykańskiego muzyka Ernesta Schellinga i innych. W okresie międzywojennym była twórczynią wielu pomników powstańców wielkopolskich, które wykonała dla Gostynia, Rawicza i Mogilna oraz figurę Matki Boskiej Królowej Polski dla katedry gnieźnieńskiej. W 1930 w Poznaniu na północnej fasadzie Pomnika Serca Jezusowego była wykonawczynią płaskorzeźbionych alegorii trzech stanów i tonda z wizerunkiem powstańca wielkopolskiego i rycerza polskiego. Po wojnie zrobiła także na budynku Towarzystwa Przyjaźni Polsko-Radzieckiej w Poznaniu płaskorzeźby Mickiewicza i Puszkina oraz tablicę pamiątkową Nikodema Pajzderskiego znajdującą się w holu Muzeum Narodowego w Poznaniu.